# حوطة بني تميم
حوطة بني تميم؛ هي مدينة سعودية والمركز الإداري لمحافظة حوطة بني تميم التابعة لمنطقة الرياض، تبعد حوطة بني تميم عن الرياض بمسافة ما يقارب (150)كم.